# زل
زِل (به انگلیسی: Zelle)(تلفظ با آوانگاری لاتین: ‎/zɛl/‎) یک شبکه پرداخت دیجیتال مستقر در ایالات متحده است که متعلق به شرکت خدمات هشدار اولیه (به انگلیسی: Early Warning Services, LLC)، یک شرکت خدمات مالی خصوصی متعلق به بانک‌های بنک آو آمریکا، بی‌بی اند تی، کپیتال وان، جی‌پی مورگان چیس، پی‌ان‌سی، یو. اس. بانکورپ و ولز فارگو است. سرویس زِل به افراد امکان می‌دهد تا با استفاده از دستگاه تلفن همراه یا وب‌سایت یک مؤسسه بانکی شرکت‌کننده، به صورت الکترونیکی پول را از حساب بانکی خود به حساب بانکی کاربر ثبت‌شده دیگری (در داخل ایالات متحده) منتقل کنند.
سرویس پرداخت فوری زل در ژوئن ۲۰۱۷ راه‌اندازی شد. قبلاً سرویس زل با نام کلیراکسچنج (clearXchange) شناخته می‌شد که خدمات پرداخت را از طریق مؤسسات مالی عضو و یک وب سایت ارائه می‌کرد. کلیراکسچنج که در آوریل ۲۰۱۱ راه‌اندازی شد، در اصل متعلق به بانک آمریکا، جی پی مورگان چیس و ولز فارگو بود. پس از پیوستن کپیتال وان و یو. اس. بانکورپ به عنوان شریک، کلیراکسچنج در ژانویه ۲۰۱۶ به شرکت خدمات هشدار اولیه فروخته شد. در دسامبر ۲۰۱۷، تمام حساب‌های کلیراکسچنج برای خدمات پرداخت شخص به فرد به حساب‌های زل تبدیل شدند.

## تاریخ
در آوریل ۲۰۱۱، سرویس کلیراکسچنج راه‌اندازی شد. در اصل متعلق به بانک آمریکا، جی پی مورگان چیس و ولز فارگو بود. این سرویس پرداخت‌های شخص به فرد (P2P)، تجارت به مصرف‌کننده (B2C) و پرداخت‌های دولت به مصرف‌کننده (G2C) را ارائه می‌کرد.
برای پرداخت‌های شخص به شخص، کلیراکسچنج به کاربران این امکان را می‌دهد تا برای سایر کاربران ثبت‌شده که در بانک‌های شرکت‌کننده در ایالات متحده حساب دارند، پول ارسال کنند. کاربران در وب‌سایت‌ها و برنامه‌های مؤسسات مالی عضو، و از طریق وب‌سایت clearXchange به شبکه دسترسی داشتند. این شبکه با حساب‌های بانکی موجود متصل است، بنابراین مصرف‌کنندگان برای استفاده از این سرویس نیازی به پرداخت حساب جداگانه ندارند. این ویژگی و عدم پرداخت هزینه برای استفاده از این سرویس به عنوان مزیت رقابت با سایر خدمات پرداخت شخص به فرد مانند PayPal , Popmoney و Square برجسته شد. این سیستم هر حساب بانکی کاربر را با یک آدرس ایمیل و شماره تلفن همراه مرتبط می‌کرد، بنابراین فقط آدرس ایمیل یا شماره تلفن همراه گیرنده برای ارسال مستقیم پول از یک حساب بانکی به حساب بانکی شخص دیگری که برای خدمات ثبت‌نام کرده بود، مورد نیاز بود.
تعداد مؤسسات مالی وابسته به کلیراکسچنج افزایش یافت و سایر بانک‌ها و اتحادیه‌های اعتباری را نیز دربر گرفت. کپیتال وان و یو. اس. بانکورپ به عنوان مالک-عضو اضافی اضافه شدند.
در ژوئن ۲۰۱۵، کلیراکسچنج در دسترس بودن یک سیستم پرداخت بلادرنگ را اعلام کرد. تکمیل برخی از تراکنش‌ها ممکن است تا پنج روز یا بیشتر طول بکشد.
در ژانویه ۲۰۱۶، کلیراکسچنج به شرکت خدمات هشدار اولیه فروخته شد. Early Warning Services متعلق به بنک آو آمریکا، بی‌بی اند تی، کپیتال وان، جی‌پی مورگان چیس، پی‌ان‌سی، یو. اس. بانکورپ و ولز فارگو است.
در سپتامبر ۲۰۱۷، شرکت خدمات هشدار اولیه سیستم پرداخت زِل و برنامه تلفن همراه منتشر کرد و اعلام کرد که تمام حساب‌های سرویس پرداخت «شخص به فرد» کلیراکسچنج در دسامبر ۲۰۱۷ غیرفعال خواهند شد. پس از آن، کلیراکسچنج پشتیبانی از پرداخت‌های شخص به شخص را متوقف کرد، اما به ارائه پرداخت‌های شرکت‌ها و نهادهای دولتی به مشتریان خاص ادامه داد. این شرکت کاربران سابق کلیراکسچنج را تشویق کرد تا برای سرویس جدید زِل ثبت نام کنند. همانند سرویس clearXchange سابق، گیرندگان پرداخت در سرویس زِل با ارتباط بین حساب بانکی گیرنده و آدرس ایمیل یا شماره تلفن همراه شناسایی می‌شوند. پول ارسال شده به گیرنده پرداخت ثبت شده که دارای حساب در مؤسسه مالی است که عضو شبکه زِل است، معمولاً «در عرض چند دقیقه» در دسترس گیرنده قرار می‌گیرد.
در مارس ۲۰۱۹، مدیر عامل خدمات هشدار اولیه، پل فینچ، استعفا داد تا با بنیاد خانواده فینچ، یک سازمان غیرانتفاعی فینیکس، آریزونا، که به خانواده‌ها و کودکان نیازمند خدمت می‌کند، همکاری کند. فینچ دوره طولانی تصدی خود، تکمیل راه اندازی شبکه زِل و برنامه‌های شرکت برای شروع پروژه‌های جدید را به عنوان دلایل زمان خروج خود ذکر کرد.
در ماه مه ۲۰۱۹، شرکت خدمات هشدار اولیه، مدیرعامل جدید خود، Albert Ko را منصوب کرد، که سابقاً مدیر ارشد تحول Intuit بود. زمانی که کو در Intuit کار می‌کرد، مدیر کل Mint و ناظر QuickBooks بود.

## سرویس زل
سرویس زلل برای پرداخت به کسانی است که پرداخت کننده قبلاً آنها را می‌شناسد و به آنها اعتماد دارد و سرویس از هرگونه مسئولیتی در قبال کالاها و خدمات فروخته شده از طریق سیستم خودداری می‌کند.
کاربران زل می‌توانند برای سایر کاربران ثبت نام شده زل پول ارسال کنند. (اگر آنها سعی در ارسال پول به گیرندگان ثبت نام نشده داشته باشند، گیرنده مورد نظر دعوت نامه ای برای ثبت نام در سرویس برای تکمیل تراکنش دریافت می‌کند) کاربران در داخل وب سایت‌ها و برنامه‌های مؤسسات مالی ایالات متحده شرکت کننده Zelle و از طریق برنامه تلفن همراه زل به شبکه دسترسی دارند. برای ثبت نام در برنامه تلفن همراه Zelle، کاربران باید کارت نقدی مسترکارت یا ویزا پشتیبانی شده را که در ارتباط با حساب بانکی ایالات متحده صادر شده‌است، ثبت نام کنند.
این شبکه با حساب‌های بانکی موجود متصل می‌شود، بنابراین مصرف‌کنندگان برای استفاده از این سرویس نیازی به پرداخت حساب جداگانه ندارند. فقط آدرس ایمیل یا شماره موبایل گیرنده مورد نیاز است تا کاربر بتواند مستقیماً از حساب بانکی خود به حساب بانکی گیرنده پول ارسال کند.
آدرس ایمیل یا شماره تلفن همراه ممکن است فقط برای دریافت پرداخت‌ها در یک مؤسسه مالی به‌طور فعال در زل ثبت شود. برای ثبت نام در چندین بانک، کاربران باید آدرس ایمیل یا شماره تلفن همراه متفاوتی را برای هر کدام ارائه دهند.
یک کاربر زل می‌تواند پول را به یک گیرنده انتقال دهد یا درخواستی برای ارسال پرداخت یا تقسیم هزینه پرداخت برای دیگران ارسال کند.
محدودیت‌هایی برای مقدار دلار و تعداد تراکنش‌های مجاز در زل وجود دارد که توسط مؤسسه بانکی مرتبط با حساب مورد استفاده اعمال می‌شود. به عنوان مثال، نقل و انتقالات از اکثر حساب‌های سرمایه ولز فارگو به ۲۵۰۰ دلار در روز و ۲۰ هزار دلار در یک دوره ۳۰ روزه محدود می‌شود و محدودیت‌های پایین‌تری ممکن است برای دریافت‌کنندگان جدید یا هنگام استفاده از برنامه تلفن همراه زل به جای خدمات خودگردان بانک اعمال شود. نقل و انتقالات از یک حساب جاری چیس به ۲۰۰۰ دلار در روز و ۱۶۰۰۰ دلار در ماه تقویم محدود می‌شود.
پرداخت‌های انجام‌شده با استفاده از زل را نمی‌توان لغو کرد (مگر اینکه تلاشی برای ارسال پرداخت برای شخصی که در این سرویس ثبت‌نام نکرده باشد، انجام شده باشد).
وب‌سایت زل که در ژوئن ۲۰۱۷ راه‌اندازی شد، می‌گوید که «معاملات بین کاربران ثبت‌نام شده زل معمولاً در چند دقیقه انجام می‌شود. اگر گیرنده شما هنوز در زل ثبت نام نکرده‌است، ممکن است بین ۱ تا ۳ روز کاری پس از ثبت نام طول بکشد.»

## رقابت با سرویس Venmo PayPal
رقیب اصلی سرویس زل، پی‌پل و سرویس پرداخت ونمو آن است. Venmo بر اساس آگاهی عمومی، نظرسنجی و تعامل فعال با کاربران محبوب‌تر است، اما زل حجم بسیار بیشتری از نقل و انتقالات پولی را پردازش می‌کند - طبق گزارش‌ها ۷۵ میلیارد دلار آمریکا در سال اول آن، 2017 ].
این دو سرویس از دیدگاه کاربر بسیار شبیه به هم کار می‌کنند - به عنوان مثال، هر دو سرویس از آدرس‌های ایمیل و شماره تلفن همراه برای شناسایی گیرندگان استفاده می‌کنند، اما ونمو فاقد ادغام مستقیم با مؤسسات بانکی زل است و انتقال پول زل معمولاً با سرعت بیشتری پردازش می‌شود.
از ژانویه ۲۰۱۸، ونمو شروع به ارائه گزینه انتقال سریعتر نسبت به سرویس انتقال معمولی ۱–۳ روزه خود کرد. ونمو برای این سرویس هزینه ای دریافت می‌کند، در حالی که بانک‌های وابسته به زل این کار را نمی‌کنند.
شبکه زل برای انتقال پول از کاربران هزینه ای دریافت نمی‌کند. بانک‌ها مجازند برای نقل و انتقالات زل که مربوط به حساب‌هایشان است، کارمزدی دریافت کنند، اما معمولاً این کار را انتخاب نکرده‌اند.
لغو پرداخت به حساب ونمو موجود امکان‌پذیر نیست مگر اینکه گیرنده اجازه صریح بدهد. پس از ارسال پرداخت، وجوه بلافاصله در دسترس گیرنده قرار می‌گیرد. تنها استثنا در صورتی است که پرداخت به شماره تلفن یا آدرس ایمیلی که در حساب ونمو ثبت نشده‌است ارسال شود. مانند ونمو، پرداخت زل به یک کاربر ثبت نام شده قابل لغو نیست.

## صاحبان
- بانک آمریکا
- کپیتال وان
- جی‌پی مورگان چیس
- بانک PNC
- بی‌بی اند تی
- یو. اس. بانکورپ
- ولز فارگو

## شرکا
شبکه زل شامل بیش از ۱۰۰۰ مؤسسه مالی است، از جمله شرکای شبکه مسترکارت، ویزا کارت، و شرکای پردازشگر مانند فیدلیتی نشنال، فای‌سرو، و جک هنری.

## انتقاد
سرویس زل تبلیغات منفی برای حوادث کلاهبرداری دریافت کرده‌است که در آن حساب‌های مشتریان بانک از طریق مهندسی اجتماعی به خطر افتاده‌است و زل سپس توسط کلاهبرداران راه اندازی شده و برای انتقال وجوه به خارج از حساب قربانیان استفاده می‌شود و قربانیان را با توسل عملی یا قانونی کمی مواجه می‌کند. در برخی موارد، مشتریان بانک بسته به بانک و سیاست‌های آن و ویژگی‌های حادثه، توسط بانک‌های درگیر غرامت دریافت کرده‌اند. بانک‌ها ممکن است از روش‌های تأیید ثانویه مانند پیامک استفاده کنند یا به‌عنوان یک اقدام پیشگیرانه، محدودیت‌هایی را برای حساب‌های تازه ایجاد شده و نقل و انتقالات به گیرندگانی که اخیراً اضافه شده‌اند اعمال کنند.